# Trichoplusia oxygramma
Trichoplusia oxygramma là một loài bướm đêm trong họ Noctuidae.